# Floridichthys polyommus
Floridichthys polyommus är en fiskart som beskrevs av Hubbs, 1936. Floridichthys polyommus ingår i släktet Floridichthys och familjen Cyprinodontidae. Inga underarter finns listade i Catalogue of Life.